# 茅野市立泉野小学校
茅野市立泉野小学校（ちのしりつ いずみのしょうがっこう）は、長野県茅野市にある公立小学校。
明治6年開校。標高1,025mの、茅野市で最も高地にある小学校である。

## 学校の教育目標
- 「いずこにあっても、泉野人として愛され信頼され、尊敬される生涯学習者としての資質の基礎を養う。」を基本目標としている。

## 特色ある学校づくり
- 地域の題材・人材を活かした総合的な学習・生活科学習・クラブ活動の充実
- 高冷の立地を生かした教育活動

## 所在地
- 〒391-0214 長野県茅野市泉野2643

## 施設概要
| 一般校舎（鉄筋コンクリート3階）    | 2,915平方メートル  |
| その他（給食室、プール専用付属室） | 227平方メートル    |
| 屋内運動場                         | 1,010平方メートル  |
| 屋外運動場                         | 10,683平方メートル |
| プール                             | 25メートル         |

## 学校施設の主な整備状況
1981年(昭和56年)　プール竣工
1982年(昭和57年)　本館棟竣工
1983年(昭和58年)　給食棟竣工
1984年(昭和59年)　管理棟竣工

## 最寄駅
- 東日本旅客鉄道中央東線:茅野駅

## 周辺
- 長野県道188号上槻木矢ヶ崎線
- 泉野保育園
- 茅野市泉野簡易郵便局
- JA諏訪泉野支店